# Faber Grand Prix
Faber Grand Prix — профессиональный женский теннисный турнир, проходивший под эгидой WTA и Федерации тенниса Германии между 1992 и 2000 годами. Соревнование игралось на закрытых кортах с ковровым покрытием.

## Общая информация
Турнир организован перед сезоном 1992 года, как часть европейской серии турниров в зале, вписанной в календарь между Australian Open и турниром 1-й категории в Индиан-Уэллсе. Фактически турнир занял место соревнования 5-й категории, проводившийся в норвежском Осло.
Турнир не долго пробыл в этой части календаря — уже в 1993 году эссенское соревнование было переведено на конец октября, став заключительным турниром WTA в Европе в сезоне.
По окончании сезона-94, из-за ухода титульного спонсора, соревнование было закрыто.
В 1996 году финансирование было найдено. Турнир возвращается в календаре на своё первоначальное место — в начале февраля. В 1997 году происходит последнее крупное изменение в истории соревнования — турнир переезжает в Ганновер. Там гран-при проводится до 2001 года, когда соревнование завершает свою жизнь.

### Победители и финалисты
Лучшей теннисисткой в истории одиночного турнира является чешка Яна Новотна, пять раз игравшая в решающем матче и завоевавшая два титула. Трижды была в финалах хорватка Ива Майоли, завоевав те же два титула. Причём трижды Яна и Ива разыгрывали титул между собой.
Парное соревнование не имеет столь явно выраженных лидеров: ни одной теннисистке не удалось победить здесь более одного раза. Дважды в финалах играли чешка Хелена Сукова и латвийка Лариса Савченко.
Единственной теннисисткой, побеждавшей в гран-при и в одиночном и в парном соревновании является американка Серена Уильямс, оформившая свои титулы в заключительные годы соревнования.

### Изменения призового фонда
| Годы      | Размер фонда |
| --------- | ------------ |
| 1992      | 350 000 USD  |
| 1993      | 375 000 USD  |
| 1994      | 400 000 USD  |
| 1996-1999 | 450 000 USD  |
| 2000      | 535 000 USD  |

## Финалы прошлых лет

### Одиночные турниры
| Год                | Чемпион           | Финалист           | Счёт финала    |
| ------------------ | ----------------- | ------------------ | -------------- |
| Ганновер, Германия |                   |                    |                |
| 2000               | Серена Уильямс    | Дениса Хладкова    | 6-1 6-1        |
| 1999               | Яна Новотна (2)   | Винус Уильямс      | 6-4 6-4        |
| 1998               | Патти Шнидер      | Яна Новотна        | 6-0 2-6 7-5    |
| 1997               | Ива Майоли (2)    | Яна Новотна        | 4-6 7-6(2) 6-4 |
| Эссен, Германия    |                   |                    |                |
| 1996               | Ива Майоли        | Яна Новотна        | 7-5 1-6 7-6(6) |
| 1994               | Яна Новотна       | Ива Майоли         | 6-2 6-4        |
| 1993               | Наталья Медведева | Кончита Мартинес   | 6-7(4) 7-5 6-4 |
| 1992               | Моника Селеш      | Мэри-Джо Фернандес | 6-0 6-3        |

### Парные турниры
| Год  | Чемпионы                            | Финалисты                             | Счёт финала    |
| ---- | ----------------------------------- | ------------------------------------- | -------------- |
| 2000 | Оса Карлссон Наталья Зверева        | Сильвия Фарина-Элия Карина Габшудова  | 6-3 6-4        |
| 1999 | Серена Уильямс Винус Уильямс        | Александра Фусаи Натали Тозья         | 5-7 6-2 6-2    |
| 1998 | Лиза Реймонд Ренне Стаббс           | Елена Лиховцева Каролина Вис          | 6-1 6-7(4) 6-3 |
| 1997 | Николь Арендт Манон Боллеграф       | Лариса Савченко Бренда Шульц-Маккарти | 4-6 6-3 7-6(4) |
| 1996 | Мередит МакГрат Лариса Савченко     | Лори Макнил Хелена Сукова             | 3-6 6-3 6-2    |
| 1994 | Мария Линдстрём Мария Страндлунд    | Евгения Манюкова Лейла Месхи          | 6-2 6-1        |
| 1993 | Аранча Санчес-Викарио Хелена Сукова | Вильтруд Пробст Кристина Зингер       | 6-2 6-2        |
| 1992 | Катерина Малеева Барбара Риттнер    | Сабина Аппельманс Клаудиа Порвик      | 7-5 6-3        |